# Tomoko Naraoka
Tomoko Naraoka (奈良 岡朋子, Naraoka Tomoko), née à Komagome, Hongō (aujourd'hui Bunkyō), dans la ville de Tokyo (Japon) le 1er décembre 1929 et morte le 23 mars 2023 à Tokyo, est une actrice et seiyū japonaise.

## Biographie
Fille d'un peintre, Tomoko Naraoka est diplômée de l'université Joshibi d'art et de design (en).

## Filmographie partielle

### Au cinéma

#### Années 1940
- 1949 : Un amour insensé (痴人の愛, Chijin no ai?) de Keigo Kimura : Hatsuko

#### Années 1950
- 1952 : Les Enfants d'Hiroshima (原爆の子, Genbaku no ko?) de Kaneto Shindō
- 1953 : Epitome (縮図, Shukuzu?) de Kaneto Shindō
- 1955 : Le Pauvre Cœur des hommes (こころ, Kokoro?) de Kon Ichikawa : Kume
- 1955 : Les Loups (狼, Ōkami?) de Kaneto Shindō
- 1955 : Ishigassen (石合戦?) de Mitsuo Wakasugi (ja) : Okimi
- 1956 : Aya ni ai shiki (あやに愛しき?) de Jūkichi Uno
- 1958 : Les Tambours de la nuit (夜の鼓, Yoru no tsuzumi?) de Tadashi Imai : la servante Orin
- 1959 : Le Chant de la carriole (荷車の歌, Niguruma no uta?) de Satsuo Yamamoto : Komura
- 1959 : Inoru hito (祈るひと?) d'Eisuke Takizawa
- 1959 : Sekai o kakeru koi (世界を賭ける恋?) d'Eisuke Takizawa : Sachiko Muraoka

#### Années 1960
- 1960 : Zassō no yō na inochi (雑草のような命?) d'Eisuke Takizawa : Hisako Wakamura
- 1960 : On devient tous fous (すべてが狂ってる, Subete ga kurutteru?) de Seijun Suzuki : Masayo Sugita
- 1961 : Cochons et Cuirassés (豚と軍艦, Buta to gunkan?) de Shōhei Imamura
- 1961 : Aoi me no sugao (青い芽の素顔?) de Kiyoshi Horiike : Shige Yamanaka
- 1962 : Nukiuchi fūraibō (抜き射ち風来坊?) de Isamu Kosugi : Yuki Maebara
- 1962 : Harukanaru kuni no uta (遙かなる国の歌?) de Takashi Nomura (en) : Natsue Tokuhisa
- 1962 : Asu no hanayome (あすの花嫁?) de Takashi Nomura (en) : Fuyo Shiozaki
- 1963 : Kaze no shisen (風の視線?) de Yoshirō Kawazu : Eiko Kuze
- 1963 : Une forteresse pour nous deux (二人だけの砦, Futari dake no toride?) de Minoru Shibuya : Akiko Sakurai
- 1963 : Kōkan nikki (交換日記?) de Kenjirō Morinaga : Mitsuko Usui
- 1963 : Kiriko no tango (霧子のタンゴ?) d'Eisuke Takizawa : Tsuru Somei
- 1963 : La Mer étincelante (光る海, Hikaru umi?) de Kō Nakahira : l'infirmière Hanada
- 1964 : Hanayome wa jūgo sai (花嫁は十五才?) de Mitsuo Ezaki
- 1964 : Le Parfum de l'encens (香華, Kōge?) de Keisuke Kinoshita : la femme d'Ezaki
- 1965 : La Chaise du témoin (証人の椅子, Shōnin no isu?) de Satsuo Yamamoto
- 1966 : Les Montagnes du cœur (こころの山脈, Kokoro no sanmyaku?) de Kōzaburō Yoshimura
- 1966 : Anata no inochi (あなたの命?) de Buichi Saitō
- 1966 : Zesshō (絶唱?) de Katsumi Nishikawa : Sato, la mère de Koyuki
- 1967 : Koi no highway (恋のハイウエイ?) de Buichi Saitō : Moriko Kaji
- 1967 : Hana to kaijitsu (花と果実?) de Kenjirō Morinaga : Tomiko Murakami
- 1968 : Hana no koibitotachi (花の恋人たち?) de Buichi Saitō : Tsune Rōyama
- 1968 : Pavane pour un homme épuisé (日本の青春, Nihon no seishun?) de Masaki Kobayashi : la femme de Zensaku
- 1969 : Retsuden shumei tobaku (侠花列伝 襲名賭博?) de Keiichi Ozawa : Okei

#### Années 1970
- 1970 : Troupeaux terrestres (地の群れ, Chi no mure?) de Kei Kumai : Mitsuko
- 1970 : Dodes'kaden (どですかでん, Dodesukaden?) d'Akira Kurosawa : Ochō
- 1971 : Yomigaeru daichi (甦える大地?) de Noboru Nakamura : Yoshiko
- 1971 : Asagiri (朝霧?) de Kenji Yoshida (en)
- 1972 : Les Jeunes Soldats de la marine (海軍特別年少兵, Kaigun tokubetsu nenshō-hei?) de Tadashi Imai : Masako Kurimoto
- 1977 : Orin la proscrite (はなれ瞽女おりん, Hanare goze Orin?) de Masahiro Shinoda : Teruyo
- 1978 : L'Amour - Tournez la tête (ふりむけば愛, Furimukeba ai?) de Nobuhiko Ōbayashi : Matsuko Ishiguro

#### Années 1980
- 1980 : Tobe ikarosu no tsubasa (翔べイカロスの翼?) de Tokihisa Morikawa (ja) : la mère
- 1980 : Chichi yo haha yo! (父よ母よ！?) de Keisuke Kinoshita
- 1981 : Rengo kantai (連合艦隊?) de Shūe Matsubayashi
- 1985 : Le Démon (夜叉, Yasha?) de Yasuo Furuhata : Matsuko
- 1985 : Haru no kane (春の鐘?) de Koreyoshi Kurahara
- 1987 : Hotaru-gawa (螢川?) d'Eizō Sugawa : Harue
- 1988 : C'est dur d'être un homme : Quelle salade ! (男はつらいよ 寅次郎サラダ記念日, Otoko wa tsurai yo: Torajirō sarada kinenbi?) de Yōji Yamada

#### Années 1990
- 1990 : Ruten no umi (流転の海?) de Buichi Saitō
- 1991 : L'Affaire du meurtre de la légende de Tenga (天河伝説殺人事件, Tenkawa densetsu satsujin jiken?) de Kon Ichikawa : Aya Gondo
- 1991 : Guerre et jeunesse (戦争と青春, Sensō to seishun?) de Tadashi Imai : la tante Sakiko / Lee Soon-ik
- 1991 : Musuko (息子?) de Yōji Yamada : une voisine
- 1997 : Tsuribaka nisshi 9 (釣りバカ日誌９?) de Tomio Kuriyama (ja)
- 1998 : Tsuribaka nisshi 10 (釣りバカ日誌１０?) de Tomio Kuriyama (ja)
- 1999 : Poppoya (鉄道員?) de Yasuo Furuhata : Mune Kato

#### Années 2000
- 2000 : Tsuribaka nisshi: 11 (釣りバカ日誌イレブン?) de Katsuhide Motoki
- 2001 : Le Chemin des lucioles (ホタル, Hotaru?) de Yasuo Furuhata : Tomiko Yamamoto
- 2001 : Tsuribaka nisshi 12: Shijo saidai no kyuka (釣りバカ日誌１２ 史上最大の有給休暇?) de Katsuhide Motoki : Hisae Suzuki
- 2002 : Tsuribaka nisshi 13: Hama-chan kiki ippatsu! (釣りバカ日誌１３ ハマちゃん危機一髪！?) de Katsuhide Motoki : Hisae Suzuki
- 2003 : Tsuribaka nisshi 14 (釣りバカ日誌１４ お遍路大パニック！?) de Yūzō Asahara (ja) : Hisae Suzuki
- 2004 : Han'ochi (半落ち?) de Kiyoshi Sasabe
- 2004 : Tsuribaka nisshi 15: Hama-chan ni asu wa nai? (１５ ハマちゃんに明日はない！？?) de Yūzō Asahara (ja) : Hisae Suzuki
- 2005 : Tsuribaka nisshi 16 (釣りバカ日誌１６?) de Yūzō Asahara (ja) : Hisae Suzuki
- 2006 : Tsuribaka nisshi 17 (釣りバカ日誌１７?) de Yūzō Asahara (ja) : Hisae Suzuki

#### Années 2010
- 2010 : Reiruweizu : 49-sai de densha no untenshi ni natta otoko no monogatari (RAILWAYS 49歳で電車の運転士になった男の物語?) de Yoshinari Nishikōri (ja)
- 2014 : Mahoro ekimae kyōsōkyoku (まほろ駅前狂騒曲?) de Tatsushi Ōmori
- 2015 : Okaasan no ki (おかあさんの木?) de Itsumichi Isomura (en)
- 2016 : Tatara samurai (たたら侍?) de Yoshinari Nishikōri (ja)

## Doublage
- 1984 : Oshin (おしん?) d'Eiichi Yamamoto : le narrateur (voix)
- 2008 : Ponyo sur la falaise (崖の上のポニョ, Gake no ue no Ponyo?) de Hayao Miyazaki : Yoshie (voix)

## Théâtre
- 1989 : The Grapes of Wrath : « Ma » Joad (adaptation du roman de John Steinbeck pour les cinquante ans de sa sortie[2])

## Distinctions
Sauf indication contraire, les informations mentionnées dans cette section peuvent être confirmées par la base de données cinématographiques IMDb,  présente dans la section « Liens externes ».

### Décorations
- 1992 : récipiendaire de la médaille au ruban pourpre
- 2000 : récipiendaire de l'ordre du Soleil levant de 4e classe

### Récompenses
- 1966 : prix Mainichi de la meilleure actrice dans un second rôle pour La Chaise du témoin[3]
- 1971 : prix Mainichi de la meilleure actrice dans un second rôle pour Troupeaux terrestres et Dodes'kaden[4]
- 2002 : prix Blue Ribbon de la meilleure actrice dans un second rôle pour Le Chemin des lucioles[5]

### Nominations
- 1978 : prix de la meilleure actrice dans un second rôle pour Orin la proscrite aux Japan Academy Prize[6]
- 2002 : prix de la meilleure actrice dans un second rôle pour Le Chemin des lucioles aux Japan Academy Prize[7]